# Bernd Schnieder (Eishockeyschiedsrichter)
Bernd Schnieder (* 22. Dezember 1947) ist ein ehemaliger deutscher Eishockeyschiedsrichter. Sein Heimatverein war der ECD Iserlohn.
Von 1974 bis 1996 war Schnieder DEB-Schiedsrichter. Ab der Saison 1978/79 besaß er die A-Lizenz des Internationalen Eishockey-Verbandes (IIHF) und wurde unter anderem bei zwei Olympischen Spielen, zwei A-Weltmeisterschaften und dem Canada Cup eingesetzt. Von 2004 bis 2006 war er Schiedsrichter-Obmann des Deutschen Eishockey-Bundes.
Bernd Schnieder ist Mitglied der Hockey Hall of Fame Deutschland, die im Deutschen Eishockeymuseum in Augsburg beheimatet ist.
Schnieder war ab 2006 Vorsitzender des Iserlohner EC Young Roosters. Er ist außerdem Gründungspräsident des 2015 gegründeten Eishockeyverband Nordrhein-Westfalen. 2018 gab er das Präsidentenamt ab. Seit Oktober 2017 ist er Vorstandsvorsitzender der Eisadler Dortmund.